# سالنامه بهار و پاییز

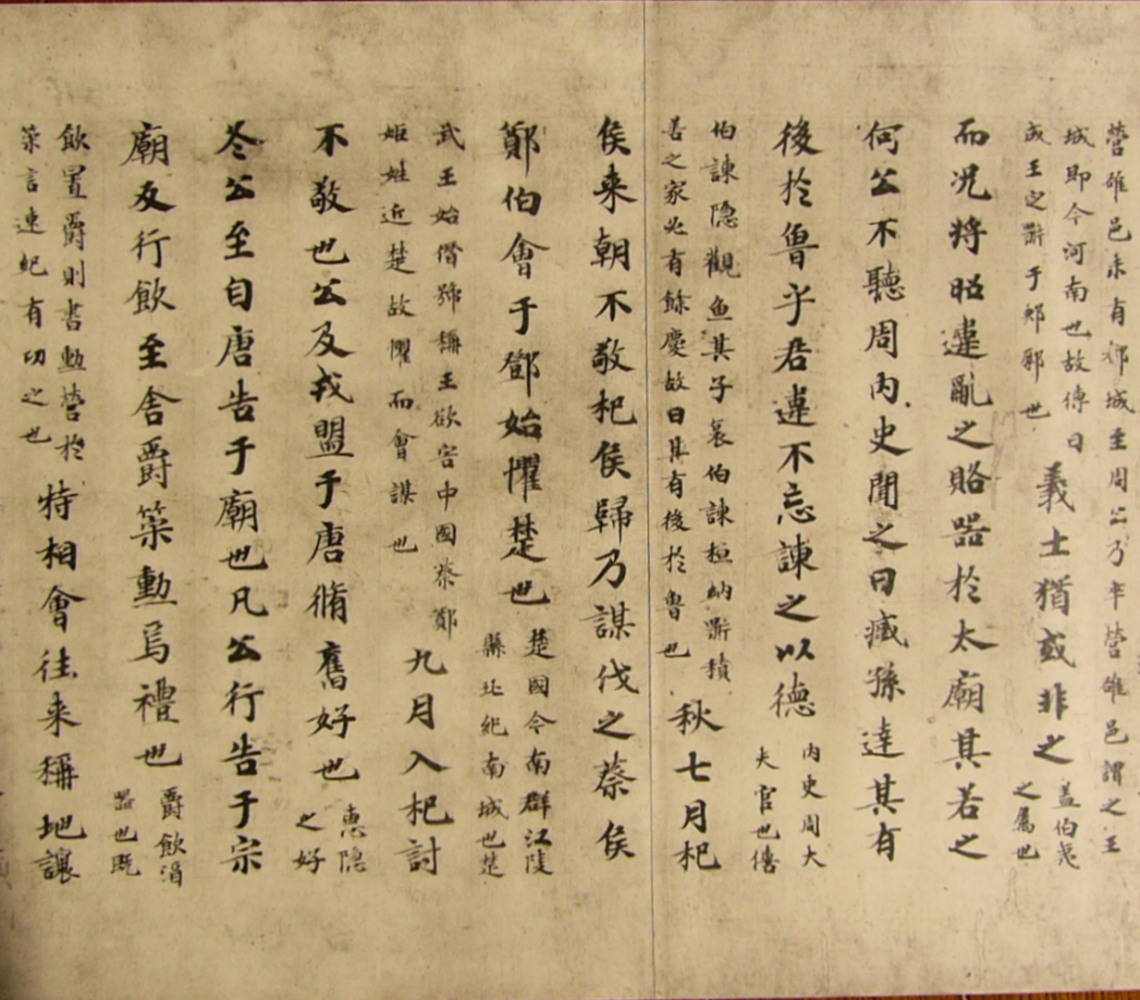

سالنامه بهار و پاییز یک رویدادنامه باستانی چینی است که از زمان‌های قدیم یکی از اصلی‌ترین متون کلاسیک چینی بوده است. این سالنامه، رویدادنامهٔ رسمی ایالت لو است و یک دورهٔ ۲۴۲ ساله از سال‌های ۷۲۲ تا ۴۸۱ پیش از میلاد را پوشش می‌دهد. این از قدیمی‌ترین متون تاریخی چینی است که به شکل سالنامه تنظیم شده است. از آنجا که به‌طور سنتی این کتاب توسط کنفوسیوس گردآوری شده است —پس از ادعای منسیوس در این زمینه— به عنوان یکی از پنج کلاسیک ادبیات چینی گنجانده شد.
این سالنامه رویدادهای مهمی که در طول هر سال در ایالت لو رخ می‌دهد، ثبت می‌کند؛ مانند به سلطنت رسیدن، ازدواج، مرگ و تشییع جنازه فرمانروایان، جنگ‌ها، برگزاری مراسم قربانی، پدیده‌های آسمانی که از نظر آیینی مهم تلقی می‌شوند و بلایای طبیعی. مدخل‌ها به صورت مختصر نگاشته شده‌اند و به‌طور متوسط تنها ۱۰ کاراکتر در هر مدخل وجود دارد و هیچ توضیحی در مورد رویدادها یا ضبط سخنرانی‌ها ندارد.
در طول دوره ایالت‌های جنگ‌طلب (۴۷۵–۲۲۱ پیش از میلاد)، تعدادی تفسیر بر سالنامه ایجاد شد که سعی در توضیح بیشتر یا یافتن معنای عمیق‌تر برای مدخل‌های کوتاه سالنامه داشتند. زو ژوان که از شناخته‌شده‌ترین این تفاسیر است، به خودی خود به یک کتاب کلاسیک تبدیل شد و بیش از هر اثر کلاسیک دیگری منبع گفته‌ها و اصطلاحات چینی است.

### آثار ذکر شده
- Cheng, Anne (1993). "Ch'un ch'iu 春秋, Kung yang 公羊, Ku liang 榖梁 and Tso chuan 左傳".  In Loewe, Michael (ed.). Early Chinese Texts: A Bibliographical Guide. Early China Special Monograph Series. Vol. 2. Berkeley: Society for the Study of Early China; Institute of East Asian Studies, University of California, Berkeley. pp. 67–76. ISBN 1-55729-043-1.
- Kern, Martin (2010). "Early Chinese literature, Beginnings through Western Han".  In Owen, Stephen (ed.). The Cambridge History of Chinese Literature, Volume 1: To 1375. Cambridge: Cambridge University Press. pp. 1–115. ISBN 978-0-521-11677-0.
- Wilkinson, Endymion (2012). Chinese History: A New Manual. Harvard-Yenching Institute Monograph Series 84. Cambridge, MA: Harvard-Yenching Institute; Harvard University Asia Center. ISBN 978-0-674-06715-8.